# Moholi-galago
Moholi-galagoen (Galago moholi) er en nataktiv halvabe i familien galagoer. Den lever i det sydlige Afrika på busksavanne eller i tørre skovområder.

## Beskrivelse
Det er en lille, spinkel galago med en kropslængde på 15-17 cm og en hale på 12-27 cm. De store ører er oprette og omkring øjnene findes sorte øjenringe. Moholi-galagoen har en god springevne som den udnytter, når den springer fra træstamme til træstamme på jagt efter insekter, der gribes med hænderne. Føden søges alene om natten og består foruden insekter af harpiks. Dagen tilbringes i små grupper skjult i huller i træerne. Den er sky og vover sig nødigt ned fra træerne.